# Janie Thacker
Janie Thacker (* 20. Juli 1977) ist eine ehemalige englische Squashspielerin.

## Karriere
Janie Thacker war von 1994 bis 2002 auf der WSA World Tour aktiv und gewann fünf Titel bei insgesamt neun Finalteilnahmen. Ihre beste Platzierung in der Weltrangliste erreichte sie mit Rang 18 im Januar 2002. 1996 wurde sie bei den Juniorinnen Europameister. Bei Weltmeisterschaften stand sie zwischen 1994 und 2001 insgesamt viermal im Hauptfeld, wo sie jeweils in der ersten Runde ausschied.

## Erfolge
- Gewonnene WSA-Titel: 5